# Ajos Joanis (dystrykt Limassol)
Ajos Joanis (gr. Άγιος Ιωάννης)  – wieś w Republice Cypryjskiej, w dystrykcie Limassol. W 2011 roku liczyła 339 mieszkańców.